# Międzynarodowy Błękitny Krzyż
Międzynarodowy Błękitny Krzyż (ang. International Federation of the Blue Cross, fr. Fédération Internationale de la Croix-Bleue, niem.
Internationaler Bund des Blauen Kreuzes) jest chrześcijańską organizacją, zrzeszającą 40 krajów. Celem organizacji jest zapobieganie oraz leczenie problemów związanych z alkoholem i innymi substancjami psychoaktywnymi.
Został założony w 1877 w Genewie przez Louis-Lucien Rochat'a. Polska organizacja powstała w Krakowie w 1957 r.